# Cijanovodonična kiselina
Cijanovodonična kiselina (pruska kiselina) je neorgansko jedinjenje sa hemijskom formulom HCN. Ona je bezbojna, ekstremno otrovna tečnost koja ključa neposredno iznad sobne temperature na 26 °. Cijanovodonik je linearni molekul, sa trostrukom vezom između ugljenika i azota. Manje zastupljeni tautomer cijanovodonika je HNC, vodonik izocijanid.
Cijanovodonična kiselina je slaba kiselina sa  od 9,2. Ona se delimično jonizuje u vodenom rastvoru, pri čemu se formira cijanidni anjon, CN–. Rastvor vodonik cijanida u vodi se naziva cijanovodonična kiselina. Soli cijanovodonika su poznate kao cijanidi.
HCN ima slab, gorak, bademu sličan ukus, koji neki ljudi ne mogu da detektuju. Ovo isparljivo jedinjenje je korišteno kao inhalacioni otrov za pacove i ljude. Joni cijanida ometaju respiratorne enzime koji sadrže gvožđe.
HCN se proizvodi na industrijskoj skali i koristi kao prekurzor mnogih hemijskih jedinjenja u opsegu od polimera do lekova.

## Literatura
- Maxwell, G. R. (2004). Synthetic Nitrogen Products: A Practical Guide to the Products and Processes. Springer. стр. 348. ISBN 978-0-306-48225-0. Приступљено 3. 6. 2012.